# فاسيلي سوريكوف
فاسيلي سوريكوف (Васи́лий Ива́нович Су́риков) هو رسام روسي تناول المواضيع التاريخية إلى تجاوز النزعة الشرطية للفن الأكاديمي فأدخل في لوحاته التفاصيل من الحياة اليومية واساليب العمارة وابراز الاصالة التاريخية والمصداقية لدى توزيع مجموعات الشخصيات في لوحاته. ولهذا الغرض كان كثير التجوال في الأقاليم الروسية في سيبيريا وضاف الفولجا والدون والقرم، كما زار ألمانيا، فرنسا، النمسا، سويسرا، إيطاليا، وإسبانيا وجلب من هناك الكثير من التخطيطات والرسوم التي وجدت انعكاسا لها في لوحاته. ولد فاسيلي سوريكوف عام 1848 في مدينة كراسنويارسك بسيبيريا. جعله ولعه بدراسة الفنون التشكيلية ينتقل إلى بطرسبورغ حيث التحق بأكاديمية الفنون الجميلة ودرس فيها اعوام 1869 – 1875. في عام 1877 انتقل فاسيلي سوريكوف إلى موسكو حيث انضم إلى جماعة المعارض الفنية الجوالة(بيريدفيجنيكي). ورسم لوحاته التاريخية الشهيرة صباح إعدام الرماة" ولنبيلة موروزوفا.

## وصلات خارجية
- فاسيلي سوريكوف على موقع الموسوعة البريطانية (الإنجليزية)
- فاسيلي سوريكوف على موقع ميوزك برينز (الإنجليزية)
- فاسيلي سوريكوف على موقع ديسكوغز (الإنجليزية)

1. ↑  Большая советская энциклопедия: [в 30 т.] (بالروسية) (3rd ed.), Москва: Большая российская энциклопедия, 1969, Суриков Василий Иванович, OCLC:14476314, QID:Q17378135
2. ↑  أرشيف الفنون الجميلة، QID:Q10855166
3. ↑  http://arabic.rt.com/news_all_news/info/34641/ نسخة محفوظة 2020-06-11 على موقع واي باك مشين.